# Пара (држава)
Пара (порт. Pará) је једна од 26 бразилских држава, лоцирана на сјеверу државе, уз границу са Гвајаном и Суринамом. Гранична област у Суринаму, уз ову државу се такође зове Пара. Главни и највећи град је Белем, на ушћу Амазона у Атлантски океан, који је 11. град по величини у Бразилу.
Пара је са 7,5 милиона држава са највише становника у северном региону, а девета је најнасељенија држава у Бразилу. По површини је друга највећа бразилска држава са 1,2 милиона , мања је само од узводног Амазонаса. Најпознатија географска обележја су река Амазон и Амазонија. У Пари се производи природна гума (од дрвета каучука), тропско дрвеће попут махагонија и минерали као што су руда гвожђа и боксит. У скорије време је на значају добила соја која се гаји у региону Сантарем.